# 渾作戦
渾作戦（こんさくせん）とは、太平洋戦争中の日本軍の作戦。ビアク島の戦いを支援するための作戦で、3次にわたり行われた。

## 経過

### ビアク来攻
1944年2月にアメリカ軍はラバウルから北西に位置するアドミラルティ諸島、マヌス島を攻略し、同年4月22日にはホーランジア、アイタペに上陸、占領した。続いてアメリカ軍はマリアナ諸島攻略支援のためニューギニア西部のビアク島攻略を決めた。ビアク島はパラオから約1,000キロ、ダバオから約1,500キロに位置し、日本軍が設営した飛行場があった。アメリカ軍はまず、ワクデ島を攻略し、そこの飛行場を利用してビアク島を攻略することとし、1944年5月18日にワクデ島に上陸した。日本軍の守備隊は約500名であり、19日には島は占領された。
日本軍も竹輸送によりビアク島の戦力の増強を図ったが、4月末から5月初めに竹一船団が壊滅し、失敗に終わった。
5月27日、アメリカ軍はビアク島へ上陸を開始。上陸時点で日本側が把握した偵察情報は下記の通り。
上陸兵力:1個師団
敵艦隊兵力：戦艦2、空母2、巡洋艦4、駆逐艦14、輸送船8、小型艦艇数10
遊弋地点：ボスネック湾沖合
。
なお実際にはビアク島方面にいたのは重巡「オーストラリア」と軽巡洋艦3隻、駆逐艦14隻からなる艦隊のみであり、戦艦・空母はおらず、誤認であった。連合国艦隊の編成は以下の通り。
- 連合国第74任務部隊
  - 前衛：駆逐艦「フレッチャー」、「ラドフォード」、「ジェンキンス」、「ラ・ヴァレット」、「ハッチンズ」、「デイリー」、「ビール」、「バーチ」
  - 本隊：重巡「オーストラリア（HMAS）」、軽巡「ボイシ」、「フェニックス」、「ナッシュビル」、
  - 後衛：駆逐艦「アブナー・リード」、「アムメン」、「ムレニー」、「トラセン」、「アランタ（HMAS）」、「ワラムンガ（HMAS）」

第74任務部隊は「マッカーサーの海軍」と呼ばれたアメリカ海軍第7艦隊（司令官：トーマス・C・キンケイド）の所属であったが、第74任務部隊の指揮はオーストラリア海軍（HMAS）の重巡洋艦「オーストラリア」に座乗したイギリス海軍のヴィクター・クラッチレー少将が執っていた。
ビアク島の日本軍の守備隊は歩兵1個連隊基幹の約12,000名であった。

### 作戦開始まで
5月27日19時5分、豊田副武連合艦隊司令長官は第一航空艦隊に対して、ヤップ島に配備された第三攻撃集団約90機の航空戦力をニューギニア島西部ソロン方面に移動するように命じた。この時期、日本は絶対国防圏構想を元に「あ号作戦」の準備を進めており、第一航空艦隊はそのために準備されたものであった。ビアクは絶対国防圏からも外れ、第三攻撃集団のビアク投入は連合艦隊独自の判断で、作戦命令方針に一致しない命令であった。海軍はトラック、ビアク、メレオンを絶対防衛線から外すことを事前に決め、陸軍にも伝えていた。
連合艦隊航空参謀多田篤次は「当時連合艦隊司令部では豪北についてはほとんど考えておらず、また「あ」号作戦自体も自主的にわが希望する決戦海面に導入する方策が欠けていた。私は敵がビアクに来た時第一機動艦隊をもってこれに対応すべきであると主張し、先任参謀と激論した。その理由は1.第一機動艦隊はタウイタウイで訓練もできず海上機動戦の練度不足である。2.ビアクに対応することにより敵を刺激して誘致の目的にかなう、すなわち従来の敵のやり方からみて有力部隊をもって対応しなければ深くわが希望海面に入って来ないということである」と語っている。連合艦隊情報参謀中島親孝によれば「豊田艦隊司令部では豪北方面に対する関心がほとんどなく、ビアクに対しても認識は十分とはいえなかった。ところが現実にビアク島に上陸され、だれかが急に騒ぎ出して「ビアクには飛行場適地が多く大基地群ができる」ということで、一部航空兵力を増強するに至ったものであろう。私の印象では一航艦兵力の投入も、渾作戦も共にビアク確保が主目的で、これは当時何回も聞いており「ビアクを取られたら大変だ」ということである」という。一方、第一航空艦隊参謀淵田美津雄は、米海軍により進められている中部太平洋ルート上に位置するマリアナへの進攻は、ビアク作戦の如何に関わらず実施されるとして兵力の引抜を憂慮していた。
5月28日、南方軍と南西方面艦隊の合同意見としてビアク島へ増援の地上部隊を逆上陸させる構想が連合艦隊に具申された。連合艦隊先任参謀高田利種は、策定は南西方面艦隊の上申より第16戦隊司令官の上申に強く心を動かされたという。29日早朝、連合艦隊は大本営に対して「渾作戦」を提案。軍令部は現場の意向に従い、陸軍と協議した。
陸軍はホーランジア戦で陸軍第四航空軍隷下の第六飛行師団が壊滅したため、5月2日の御前会議後、南方軍命令により絶対国防圏からビアク島を除く決定をしていた。参謀本部作戦参謀だった瀬島龍三は「兵力を投入してもビアク持久は時間の問題である。「あ号」作戦を放棄することにならないか」と疑念を示していたが、参謀総長を兼職していた東條英機は海軍の要望に賛成した。
5月29日夜、大本営陸軍部も同意し、即刻豊田長官より渾作戦が発令された。軍令部第一部長中沢佑によれば「渾作戦の目的はビアク島確保が第一であり、敵機動部隊を誘致し決戦を生起させるチャンスもあると考えていたが、その後の経過は次第に後者の方を重視する傾向が強くなってきた」という。
6月3日午後2時21分、連合艦隊電令第114号により「第五基地航空部隊指揮官は、直率の第二攻撃集団を春亀方面に集中配備せよ」との命令を出していた。第二攻撃集団はマリアナに配備されていた部隊であったが、この命令を受けて西方に移動を開始した。

### 第一次渾作戦
南西方面艦隊は意見具申の前の5月24日には、南方軍よりミンダナオ島サンボアンガにいた陸軍の海上機動第2旅団の海上輸送協力について打診されていた。渾作戦にあたり、これが増援部隊として選ばれた。同旅団はもともと逆上陸作戦の専門部隊として編成され、ニューギニア方面へ向かう途中で輸送船が攻撃を受けてミンダナオ島へ待機中だった。
5月29日、日本側においてはニューギニア方面部隊よりニューギニア中部北岸のホーランジアフンボルト湾に敵艦隊発見の報告があった。
6月2日、増援部隊を乗せた艦隊はミンダナオ島ダバオを出発し、ビアク島へ向かった。艦隊は以下の編成で左近允尚正少将が指揮した。
- 輸送隊本隊：重巡「青葉」、軽巡「鬼怒」、駆逐艦「敷波」、「浦波」、「時雨」
- 輸送支援隊：敷設艦「津軽」、「厳島」、第127号輸送艦、第36号駆潜艇、第37号駆潜艇
- 警戒隊：重巡「妙高」、「羽黒」、駆逐艦「白露」、「五月雨」、「春雨」
- 間接護衛隊：戦艦「扶桑」、駆逐艦「風雲」、「朝雲」

3日、渾部隊は敵哨戒機に発見された。当時アメリカ海軍の空母機動部隊は6月15日のサイパン侵攻へ向けマーシャル諸島のメジェロに集結しており、ビアク島方面の海上戦力はオーストラリア海軍の重巡洋艦「オーストラリア」を旗艦とした重巡1隻（「オーストラリア」）、軽巡3隻（「ボイシ」・「フェニックス」・「ナッシュビル」）、駆逐艦10隻程度の艦隊しかなかった。
ビアク島の戦いの指揮を取っていたダグラス・マッカーサーは、急遽この米豪混成の艦隊を日本艦隊の迎撃に向かわせた。この部隊には戦艦は無く、戦艦扶桑と重巡3隻からなる渾部隊には戦力的には劣っていたが、マッカーサーは苦悩の末に出撃させた。
一方で連合艦隊司令部は3日、「アメリカ海軍の空母機動部隊がニューギニア方面の海域で行動中の公算大」と報じ、3日夜には部隊は作戦を中止してソロンへ向かうよう命じられた。4日昼、陸軍の偵察機から空母2隻と戦艦3隻からなるアメリカ機動部隊発見の報告があったため、ソロンに到着すると陸軍部隊は揚陸され、艦隊はアンボンへ退避を命じられた。この敵機動部隊は、実際には上記の重巡「オーストラリア」を中心とする艦隊の誤認であった。その後、海軍の索敵機の再偵察により機動部隊発見は誤報と判明したが、既に陸軍部隊は揚陸済みで駆逐艦も燃料が無く、後の祭りだった。
陸軍第二方面軍司令官の阿南惟幾中将は、これについて「煮え湯を呑まされた感がする」と日記に書きつけた。「扶桑」士官によれば、「扶桑」と「青葉」がいち早く退避したことで司令官は叱責されたという。

### 第二次渾作戦（ビアク島沖海戦）
増援作戦は再開されたが、高速の駆逐艦だけによる輸送に切り替えられることとなった。旅団全部隊を一度に輸送することは不可能なため、約600人が第一陣として運ばれることになった。7日にはアメリカ軍がモクメル第一飛行場に突入した。
8日3時、部隊は駆逐艦「敷波」、「浦波」、「時雨」、「白露」、「五月雨」、「春雨」の6隻で再度ソロンから出撃した。6隻全てが大発動艇を一隻ずつ曳航していた。12時30分、B-25による空襲を受け春雨が沈没したが、部隊はそのままビアク島へ向かった。22時頃、クラッチレー少将率いる重巡「オーストラリア（HMAS）」、軽巡「ボイシ」、「フェニックス」、駆逐艦14隻からなる連合軍艦隊と遭遇し、避退行動に移るが追撃を受けて連合軍艦隊からのレーダー射撃の目標となってしまった。日本軍の駆逐艦は大発を切り離し、「敷波」、「浦波」、「時雨」と「白露」、「五月雨」はそれぞれ別々の方向に退避しながら砲雷同時戦を行った。しかしアメリカ艦隊に被害はなかった。
追跡の途中でクラッチレー少将は日入り後の日本軍の空襲が気になりはじめ、重巡洋艦部隊と後衛の駆逐艦を率いて帰還したが、駆逐艦「フレッチャー」を中心とする前衛の駆逐艦部隊は追跡を続行した。22時からの追跡は9日午前2時まで4時間近く続いたが、日本艦隊はかろうじて離脱に成功した。「敷波」乗組員によると、普段33ノットの速力しか出したことの無かった艦がこの日は35ノット以上を叩き出したという。しかし、日本艦隊は「時雨」、「五月雨」等が至近弾などで損傷し、輸送も中止された。敵艦隊から離脱後、パラオ近海にて「敷波」は燃料切れで一時海上を漂流した。10日、ハルマヘラ島にて各艦は合流した。

### 第三次渾作戦
2度の失敗から、連合艦隊司令部ではビアク方面の水上部隊を排除しない限りビアク突入は不可能と判断し、10日未明の決定により兵力が強化され、以下の艦艇で3度目の作戦が行われることとなった。なお、淵田、奥宮は大和型戦艦2隻を投入したのは「あくまで敵機動部隊を誘い出す為の窮余の一策」だと述べている。
- 攻撃部隊：戦艦「大和」、「武蔵」、重巡「妙高」、「羽黒」、軽巡「能代」、駆逐艦「沖波」、「島風」、「朝雲」、「風雲」
- 輸送部隊：重巡「青葉」、軽巡「鬼怒」、駆逐艦「満潮」、「野分」、「山雲」、敷設艦「津軽」、「厳島」、第36号駆潜艇、第127号輸送艦
- 補給部隊：タンカー第2永洋丸、第37号駆潜艇、第30号掃海艇

※第五戦隊（妙高、羽黒）と第10駆逐隊（風雲、朝雲）はバチャン泊地（ハルマヘラ、オビット島北方）へ移動中の6月7日に米潜水艦に攻撃され、風雲が沈没している。
部隊は6月12日、指定されたバチャン泊地に集結した。しかし、11日にはアメリカ機動部隊がマリアナ諸島へ来襲したため、豊田長官は13日17時27分「あ」号作戦決戦用意を発令し、渾作戦は中止された。連合艦隊電令第114号により移動していた第二攻撃集団は11日、第三攻撃集団は14日に西カロリン方面に配備するよう命じられたが、ビアク方面での作戦消耗、及びマラリアなどより実働兵力は大きく低下していた。陸軍部隊はそのままソロンへ残置された。

## 影響
渾作戦はあ号作戦（マリアナ沖海戦）を準備している中で、ビアク来攻に現地部隊が反応したことで突発的に行われたが、作戦中にマリアナ空襲を受け、渾作戦を中止してあ号作戦を発動することになった。渾作戦を実施した際、あ号作戦のために準備していた戦力を投入したため、ガソリン、重油など貴重な資源を浪費してしまう。さらにあ号作戦で使われるはずだった第一航空艦隊の攻撃集団の集中が遅れ、作戦中に逐次消耗していったため、あ号作戦に策応できなくなってしまった。
日本陸軍はホーランジア戦、ビアク島戦の過程でニューギニアに元々配置されていた航空、陸上戦力が大損害を受けていた。第六飛行師団の壊滅後は第七飛行師団が亀地区の防空を担当していたが、ビアク島に米軍が上陸した時点で第六飛行師団残存機を合わせても70機余りの作戦機しかなかった。
特に渾作戦のために西方に移動させられた部隊が戦機を失し、かつ戦力も低下したことは、「あ号」作戦に重大な影響を与える要因となる。マリアナに対して米海軍が攻撃を開始したのは11日であったのに対して、第一機動艦隊が補給を完了しマリアナに態勢の整った進撃を開始したのは17日以降であったことを捉え、「遅動部隊」と言う酷評もある。タウイタウイにあった隼鷹の内務長桜庭久右衛門少佐は、6月10日に関して「渾作戦は全く失敗。やることなすこと手遅れ。（中略）昨日大鳳より緊急信あり。大和、武蔵など渾部隊に編入さる。やることなすこと手遅れ。悪謀無能これ日本陸海軍の状況か。今頃行ってもビアク飛行場は敵手に入った以上何になるか」と述べている。
渾作戦を中止して行われたマリアナ沖海戦も敗北し、ニューギニアは制空権、制海権ともに連合軍が握ったため、日本軍は増援ばかりか撤退も難しくなった。また、それまで安全であった原油産地の蘭印方面も連合軍の空襲を受けるようになった。陸軍報道班員の手記によれば、増援が来ないことが知らされたビアクの将兵には失望が広がり、士気は低下したと言う。
それでも奮戦により6月22日までアメリカ軍に飛行場の使用を許さず、ビアク島の飛行場からマリアナ諸島攻略支援を行うというアメリカ側の計画は失敗に終わった。ビアク島の戦いは8月20日に終結し、日本軍は終戦までに250人が捕虜にされた。